# Craig Cline
Craig E. Cline (29 de agosto de 1951 - 2 de septiembre de 2006) fue un bloguero e informático estadounidense.
Trabajó como director editorial de Seybold Publications, director de conferencia de los Seybold Seminars y vicepresidente de desarrollo de contenidos para los Seminars. Cline comenzó a trabajar con Seybold a mediados de los años 1980 cuando los Seminars eran la mayor empresa de la creciente industria editorial electrónica.
Cline acuñó junto con Dale Dougherty (de O'Reilly Media) el término Web 2.0. 
Cline murió el 2 de septiembre de 2006 a los 55 años después de una dura batalla contra la ELA (esclerosis lateral amiotrófica). Le sobreviven su esposa y sus seis hijos.